# Vaisselier

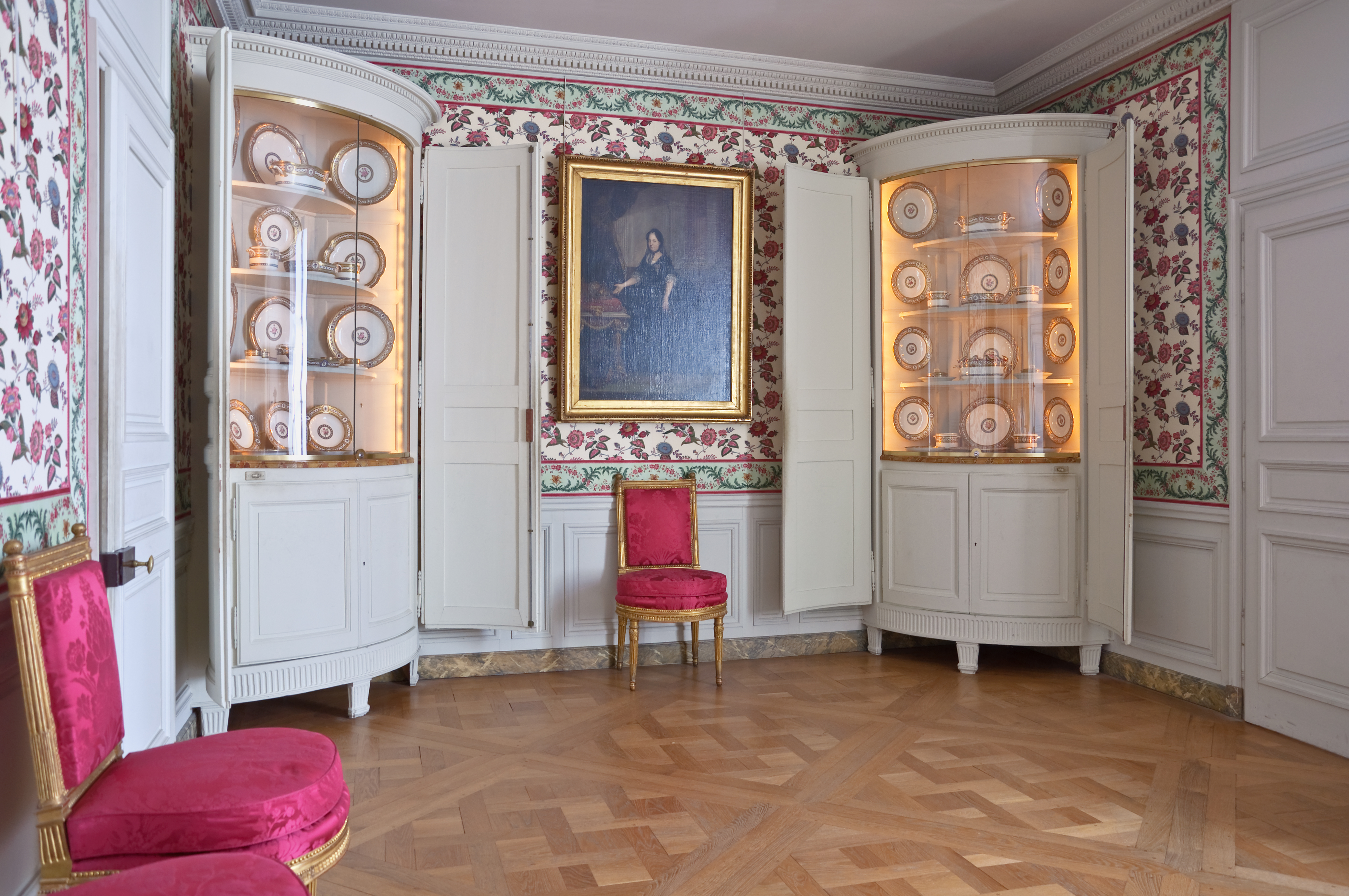
Vaisseliers d'angle de la salle à manger du petit appartement de la reine, château de Versailles, France.

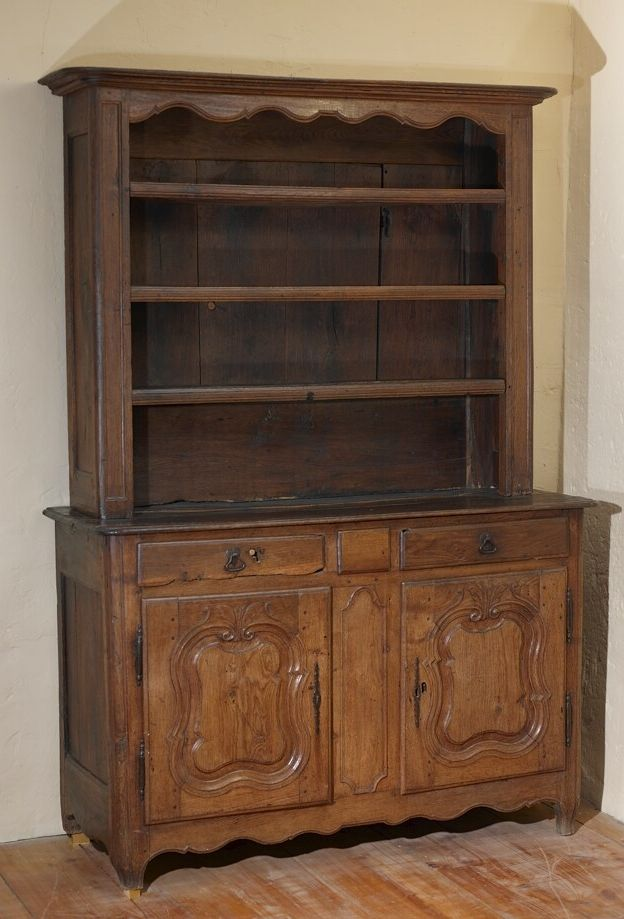
Vaisselier franc-comtois, XVIIIe siècle ou XIXe siècle, collection musées départementaux de la Haute-Saône

Un vaisselier est un meuble vitrine se composant, en sa partie haute, d'étagères sur lesquelles on expose de la vaisselle de table.

## Galerie d'images

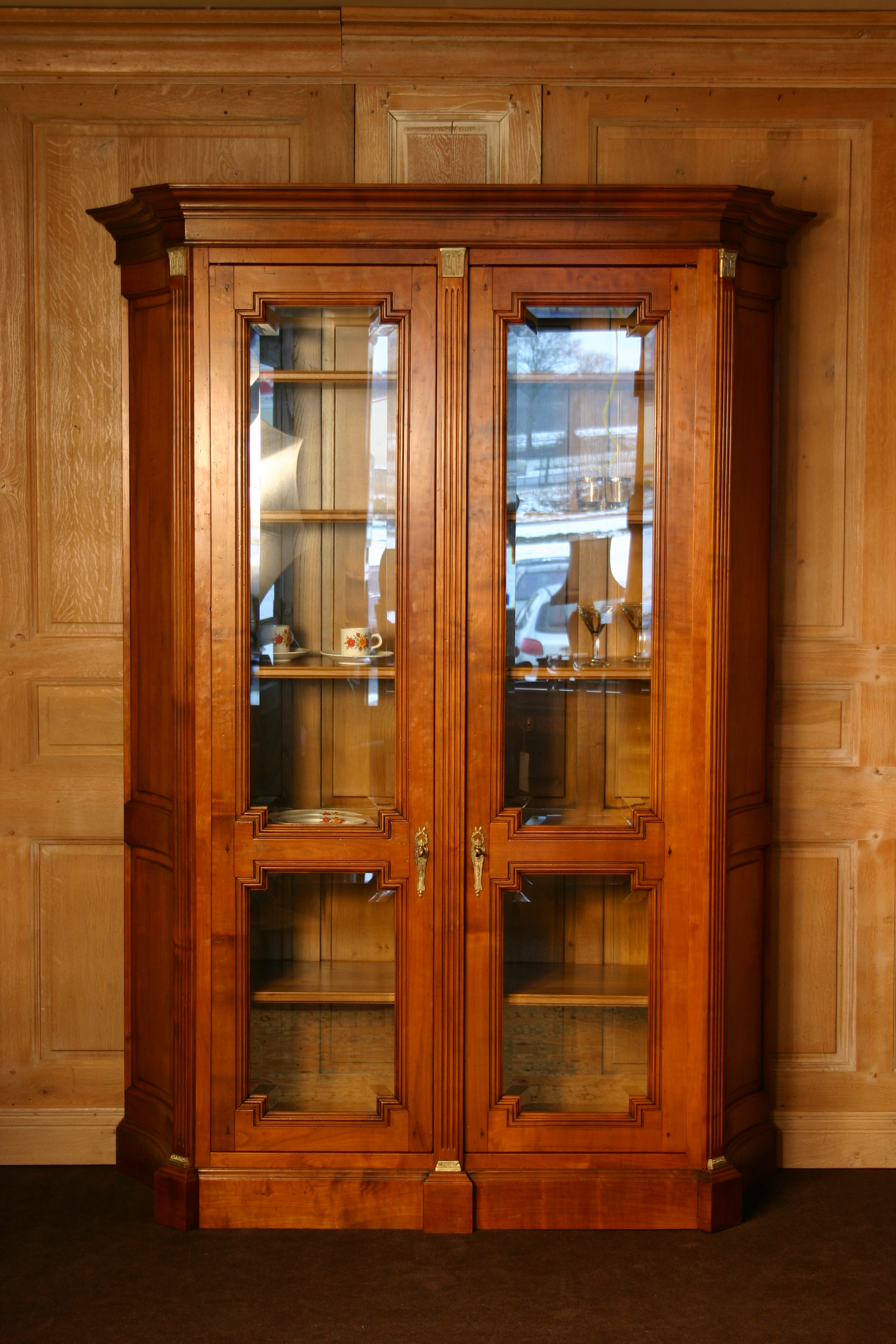
Réplique d'un vaissellier-argentier de style Louis XVI.